# Le Horps
Le Horps ist eine französische Gemeinde mit 721 Einwohnern (Stand 1. Januar 2022) im Département Mayenne in der Region Pays de la Loire. Die Gemeinde gehört zum Arrondissement Mayenne.

## Demografie

### Bevölkerungsentwicklung
| Jahr      | 1962 | 1968 | 1975 | 1982 | 1990 | 1999 | 2007 | 2019 |
| Einwohner | 836  | 735  | 707  | 671  | 684  | 734  | 758  | 720  |

### Altersstruktur
28 Prozent der Bevölkerung sind 19 Jahre alt oder jünger. Elf Prozent der Bevölkerung sind 75 Jahre alt oder älter.